# Richard Mott

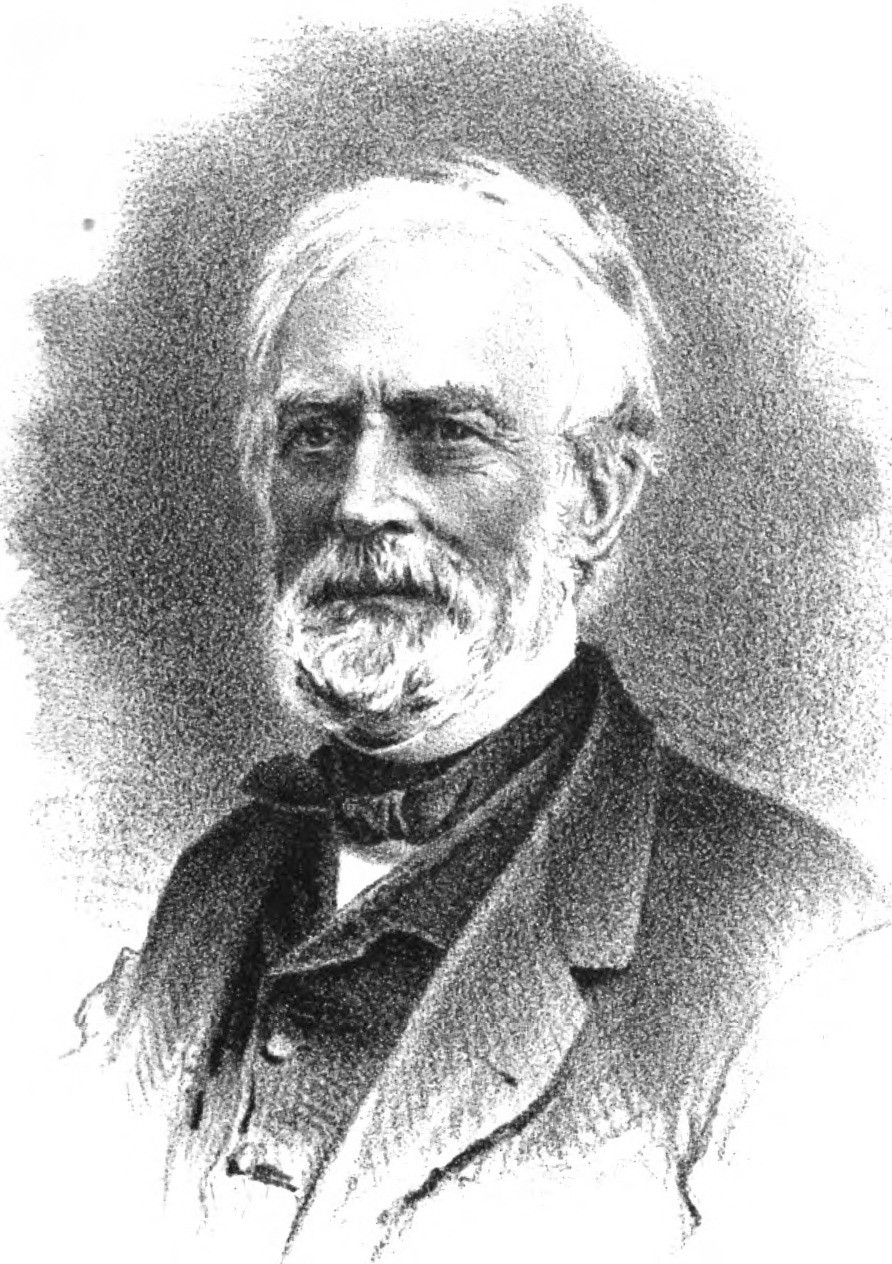
Richard Mott, 1872

Richard Mott (* 21. Juli 1804 in Mamaroneck, New York; † 22. Januar 1888 in Toledo, Ohio) war ein US-amerikanischer Politiker.

## Leben
Mott zog 1836 nach Toledo in Ohio und wurde dort im Immobiliengeschäft tätig. Von 1845 bis 1846 war er Bürgermeister der Stadt. Mott wurde als Kandidat der Opposition Party in den 34. Kongress gewählt. In den 35. Kongress wurde er als Republikaner wiedergewählt. Somit vertrat er den Bundesstaat Ohio vom 4. März 1855 bis zum 3. März 1859 im Repräsentantenhaus der Vereinigten Staaten. Nachdem er 1858 nicht mehr für eine weitere Amtszeit kandidiert hatte, kehrte Mott nach Ablauf seiner Amtszeit nach Toledo zurück und wurde im Immobiliengeschäft tätig. In Toledo starb Mott 1888. Er wurde auf dem Mount Hope Cemetery in Rochester, New York beigesetzt.